# Llista de monuments de la Plana d'Utiel
Llista de monuments de la Plana d'Utiel inscrits en l'Inventari General del Patrimoni Cultural Valencià per la comarca de la Plana d'Utiel.
S'inclouen els monuments declarats com a Béns d'Interés Cultural (BIC), classificats com a béns immobles sota la categoria de monuments (realitzacions arquitectòniques o d'enginyeria, i obres d'escultura colossal), i els monuments declarats com a Béns immobles de rellevància local (BRL). Estan inscrits en l'Inventari General del Patrimoni Cultural Valencià, en les seccions 1a i 2a respectivament.

## Camporrobles
| Monument                           | Prot.? | Estil/època | Localització                    | Coordenades                                          | Codi?         | Imatge |
| ---------------------------------- | ------ | ----------- | ------------------------------- | ---------------------------------------------------- | ------------- | --- |
| Ermita de Sant Cristòfol           | BRL    |             | Camporrobles                    | 39° 38′ 28″ N, 1° 24′ 30″ O / 39.641175°N,1.408337°O | 46.17.080-003 | Ermita de Sant Cristòfol (Camporrobles) · Vegeu més fotos d'aquest monument · Carregueu una nova foto d'aquest monument           |
| Església parroquial de l'Assumpció | BRL    |             | Camporrobles C. Maestro Aguilar | 39° 38′ 50″ N, 1° 23′ 51″ O / 39.647311°N,1.397578°O | 46.17.080-001 | Església parroquial de l'Assumpció (Camporrobles) · Vegeu més fotos d'aquest monument · Carregueu una nova foto d'aquest monument |

## Caudete de las Fuentes
| Monument                            | Prot.? | Estil/època | Localització                                         | Coordenades                                          | Codi?         | Imatge |
| ----------------------------------- | ------ | ----------- | ---------------------------------------------------- | ---------------------------------------------------- | ------------- | --- |
| Poblat ibèric murat Los Villares    | BIC    |             | Caudete de las Fuentes Junt a la ctra. a Los Isidros | 39° 33′ 13″ N, 1° 16′ 59″ O / 39.553697°N,1.283073°O | 46.17.095-002 | Poblat ibèric murat Los Villares (Caudete de las Fuentes) · Vegeu més fotos d'aquest monument · Carregueu una nova foto d'aquest monument    |
| Ermita de Sant Marc                 | BRL    |             | Caudete de las Fuentes                               | 39° 32′ 38″ N, 1° 17′ 17″ O / 39.54392°N,1.28794°O   | 46.17.095-004 | Carregueu una nova foto d'aquest monument |
| Església parroquial de la Nativitat | BRL    |             | Caudete de las Fuentes Pl. Iglesia, 1                | 39° 33′ 32″ N, 1° 16′ 43″ O / 39.558811°N,1.278615°O | 46.17.095-001 | Església parroquial de la Nativitat (Caudete de las Fuentes) · Vegeu més fotos d'aquest monument · Carregueu una nova foto d'aquest monument |

## Fuenterrobles
| Monument                                    | Prot.? | Estil/època | Localització                    | Coordenades                                          | Codi?         | Imatge |
| ------------------------------------------- | ------ | ----------- | ------------------------------- | ---------------------------------------------------- | ------------- | --- |
| Torre de telegrafia òptica de Fuenterrobles | BIC    |             | Fuenterrobles Turó del Telègraf | 39° 35′ 15″ N, 1° 19′ 58″ O / 39.587452°N,1.332876°O | 46.17.129-003 | Torre de telegrafia òptica de Fuenterrobles · Vegeu més fotos d'aquest monument · Carregueu una nova foto d'aquest monument       |
| Ermita del Calvari                          | BRL    |             | Fuenterrobles                   | 39° 35′ 10″ N, 1° 21′ 38″ O / 39.58621°N,1.36042°O   | 46.17.129-002 | Ermita del Calvari (Fuenterrobles) · Vegeu més fotos d'aquest monument · Carregueu una nova foto d'aquest monument                |
| Església parroquial de Sant Jaume           | BRL    |             | Fuenterrobles C. Patrocinio, 1  | 39° 35′ 09″ N, 1° 21′ 56″ O / 39.58584°N,1.36547°O   | 46.17.129-001 | Església parroquial de Sant Jaume (Fuenterrobles) · Vegeu més fotos d'aquest monument · Carregueu una nova foto d'aquest monument |

## Requena
| Monument                                                                                      | Prot.? | Estil/època                                         | Localització                                  | Coordenades                                          | Codi?         | Imatge |
| --------------------------------------------------------------------------------------------- | ------ | --------------------------------------------------- | --------------------------------------------- | ---------------------------------------------------- | ------------- | --- |
| Església de Santa Maria                                                                       | BIC    | Gòtic - Barroc S. XV; s. XVIII                      | Requena C. Santa Maria                        | 39° 29′ 07″ N, 1° 06′ 02″ O / 39.485318°N,1.100623°O | RI-51-0000978 | Església de Santa Maria (Requena) · Vegeu més fotos d'aquest monument · Carregueu una nova foto d'aquest monument                           |
| Església parroquial del Salvador                                                              | BIC    | Gòtic - Barroc                                      | Requena Pl. Salvador                          | 39° 29′ 10″ N, 1° 06′ 02″ O / 39.486028°N,1.100667°O | RI-51-0000979 | Església parroquial del Salvador (Requena) · Vegeu més fotos d'aquest monument · Carregueu una nova foto d'aquest monument                  |
| Església de Sant Nicolau de Bari                                                              | BIC    | S. XIV; s. XVI; s. XVIII                            | Requena C. Sant Nicolau, 3                    | 39° 29′ 04″ N, 1° 06′ 07″ O / 39.484388°N,1.102021°O | RI-51-0012121 | Església de Sant Nicolau de Bari (Requena) · Vegeu més fotos d'aquest monument · Carregueu una nova foto d'aquest monument                  |
| Castell i muralles de Requena                                                                 | BIC    |                                                     | Requena                                       | 39° 29′ 14″ N, 1° 06′ 01″ O / 39.487278°N,1.100333°O | RI-51-0012146 | Castell i muralles de Requena · Vegeu més fotos d'aquest monument · Carregueu una nova foto d'aquest monument                               |
| Barri de la Vila, recinte medieval de Requena                                                 | BIC    |                                                     | Requena                                       | 39° 29′ 13″ N, 1° 06′ 00″ O / 39.486956°N,1.100044°O | RI-53-0000074 | Barri de la Vila (Requena) · Vegeu més fotos d'aquest monument · Carregueu una nova foto d'aquest monument                                  |
| Castell de Sardineros                                                                         | BIC    |                                                     | Requena Prop del veïnat de Los Sardineros     | 39° 20′ 50″ N, 1° 13′ 24″ O / 39.347125°N,1.223261°O | 46.17.213-008 | Carregueu una nova foto d'aquest monument                                                                                                   |
| Torre de telegrafia òptica del turó de la Talaia de Requena                                   | BIC    |                                                     | Requena Turó de la Talaia                     | 39° 30′ 03″ N, 1° 04′ 22″ O / 39.500964°N,1.072804°O | 46.17.213-073 | Torre de telegrafia òptica del turó de la Talaia de Requena · Vegeu més fotos d'aquest monument · Carregueu una nova foto d'aquest monument |
| Torre de telegrafia òptica del Rebollar                                                       | BIC    |                                                     | Requena Cella del Telègraf                    | 39° 28′ 22″ N, 0° 58′ 05″ O / 39.472896°N,0.968055°O | 46.17.213-074 | Torre de telegrafia òptica del Rebollar (Requena) · Vegeu més fotos d'aquest monument · Carregueu una nova foto d'aquest monument           |
| Torre de telegrafia òptica de Sant Antoni de Requena                                          | BIC    |                                                     | Requena Turó de La Jedrea                     | 39° 32′ 05″ N, 1° 10′ 14″ O / 39.534746°N,1.170503°O | 46.17.213-075 | Torre de telegrafia òptica de Sant Antoni de Requena · Vegeu més fotos d'aquest monument · Carregueu una nova foto d'aquest monument        |
| Escut del Museu Municipal                                                                     | BIC    | S.XVI-XVIII                                         | Requena C. Mariano Cuber, 1                   | 39° 29′ 12″ N, 1° 05′ 54″ O / 39.486542°N,1.098283°O | 46.17.213-081 | Escut del Museu Municipal (Requena) · Vegeu més fotos d'aquest monument · Carregueu una nova foto d'aquest monument                         |
| Escut Cárcel de Marcilla I                                                                    | BIC    | S.XVIII                                             | Requena C. dels Desemparats, 20               | 39° 29′ 08″ N, 1° 05′ 51″ O / 39.485592°N,1.097469°O | 46.17.213-082 | Escut Cárcel de Marcilla I (Requena) · Vegeu més fotos d'aquest monument · Carregueu una nova foto d'aquest monument                        |
| Escut Cárcel de Marcilla II                                                                   | BIC    | S.XVII                                              | Requena C. dels Desemparats, 20               | 39° 29′ 08″ N, 1° 05′ 52″ O / 39.485694°N,1.097656°O | 46.17.213-083 | Escut Cárcel de Marcilla II (Requena) · Vegeu més fotos d'aquest monument · Carregueu una nova foto d'aquest monument                       |
| Escut Enríquez de Navarra                                                                     | BIC    | S.XVIII                                             | Requena C. dels Desemparats, 20               | 39° 29′ 07″ N, 1° 05′ 52″ O / 39.485386°N,1.097639°O | 46.17.213-084 | Escut Enríquez de Navarra (Requena) · Vegeu més fotos d'aquest monument · Carregueu una nova foto d'aquest monument                         |
| Església de Sant Sebastià, o ermita                                                           | BRL    | S.XVIII                                             | Requena C. San Sebastián                      | 39° 29′ 32″ N, 1° 05′ 48″ O / 39.49213°N,1.09667°O   | 46.17.213-005 | Església de Sant Sebastià (Requena) · Vegeu més fotos d'aquest monument · Carregueu una nova foto d'aquest monument                         |
| Claustre de la Casa Consistorial                                                              | BRL    | S.XIII-XVII                                         | Requena Pl. Consistorial, 2                   | 39° 29′ 12″ N, 1° 05′ 53″ O / 39.48669°N,1.09792°O   | 46.17.213-011 | Carregueu una nova foto d'aquest monument                                                                                                   |
| Ermita de Sant Blai                                                                           | BRL    | S.XVIII (1792)                                      | Requena                                       | 39° 28′ 18″ N, 1° 04′ 59″ O / 39.471673°N,1.082994°O | 46.17.213-012 | Ermita de Sant Blai (Requena) · Vegeu més fotos d'aquest monument · Carregueu una nova foto d'aquest monument                               |
| Antic convent de Sant Francesc                                                                | BRL    | Renaixement, barroc S.XVI                           | Requena Barri de la Loma                      | 39° 29′ 33″ N, 1° 06′ 10″ O / 39.49250°N,1.10278°O   | 46.17.213-017 | Antic convent de Sant Francesc (Requena) · Vegeu més fotos d'aquest monument · Carregueu una nova foto d'aquest monument                    |
| Església del Convent del Carme, Museu Municipal                                               | BRL    | Renaixement, barroc S.XIII fundació; S. XVI; S,XVII | Requena C. Verdú Diana                        | 39° 29′ 11″ N, 1° 05′ 54″ O / 39.486490°N,1.098224°O | 46.17.213-019 | Església del Convent del Carme (Requena) · Vegeu més fotos d'aquest monument · Carregueu una nova foto d'aquest monument                    |
| Palau del Cid                                                                                 | BRL    | S.XV                                                | Requena C. Somera, 15                         | 39° 29′ 06″ N, 1° 06′ 07″ O / 39.48487°N,1.10208°O   | 46.17.213-020 | Palau del Cid (Requena) · Vegeu més fotos d'aquest monument · Carregueu una nova foto d'aquest monument                                     |
| Mansió dels Cárcel, Casa de Lamo de Espinosa                                                  | BRL    | S.XVII-XVIII                                        | Requena C. dels Desemparats, 20               | 39° 29′ 08″ N, 1° 05′ 51″ O / 39.48556°N,1.09750°O   | 46.17.213-022 | Mansió dels Cárcel (Requena) · Vegeu més fotos d'aquest monument · Carregueu una nova foto d'aquest monument                                |
| Pont de Jalance                                                                               | BRL    | Anterior al S. XVI, reconstruït s.XVIII             | Requena Ctra. de la Herrada                   | 39° 28′ 35″ N, 1° 06′ 09″ O / 39.47643°N,1.10247°O   | 46.17.213-028 | Carregueu una nova foto d'aquest monument                                                                                                   |
| Capella del Crist, o Oratori del Santíssim Crist de l'Empar                                   | BRL    |                                                     | Requena                                       | 39° 29′ 09″ N, 1° 06′ 07″ O / 39.48586°N,1.10197°O   | 46.17.213-029 | Capella del Crist (Requena) · Vegeu més fotos d'aquest monument · Carregueu una nova foto d'aquest monument                                 |
| Campanar de l'església de Sant Antoni de Requena, església parroquial de Sant Antoni de Pàdua | BRL    | S.XX (1910-1915)                                    | Requena C. Requena, 18                        | 39° 28′ 44″ N, 0° 24′ 17″ O / 39.478889°N,0.404653°O | 46.17.213-033 | Carregueu una nova foto d'aquest monument                                                                                                   |
| Capella Balneari de Fuentepodrida                                                             | BRL    | S.XX                                                | Requena Junt al riu Cabriel                   | 39° 20′ 18″ N, 1° 20′ 18″ O / 39.33833°N,1.33833°O   | 46.17.213-035 | Capella Balneari de Fuentepodrida (Requena) · Carregueu una nova foto d'aquest monument                                                     |
| Ermita del Roser o del Crist del Perdó, oratori públic                                        | BRL    | S.XIX-XX                                            | Requena Finca El Churro                       | 39° 24′ 21″ N, 1° 07′ 30″ O / 39.40576°N,1.12513°O   | 46.17.213-037 | Carregueu una nova foto d'aquest monument                                                                                                   |
| Església de la Immaculada de Cases d'Eufèmia, església parroquial de la Immaculada Concepció  | BRL    | S.XX (1950-1960)                                    | Requena C. Cazadores, 4                       | 39° 26′ 57″ N, 1° 12′ 40″ O / 39.44917°N,1.21111°O   | 46.17.213-038 | Església de la Immaculada de Cases d'Eufèmia (Requena) · Vegeu més fotos d'aquest monument · Carregueu una nova foto d'aquest monument      |
| Església de Sant Isidre de Casas de Soto                                                      | BRL    | S.XX (1920-1930)                                    | Requena C. Iglesia, 8                         | 39° 26′ 57″ N, 1° 12′ 40″ O / 39.44917°N,1.21111°O   | 46.17.213-039 | Carregueu una nova foto d'aquest monument                                                                                                   |
| Església de Sant Antoni de Casas del Río, església parroquial de Sant Antoni de Pàdua         | BRL    | S.XIX (1856)                                        | Requena C. Requena, 2                         | 39° 17′ 48″ N, 1° 08′ 02″ O / 39.296713°N,1.133948°O | 46.17.213-041 | Església de Sant Antoni de Casas del Río (Requena) · Vegeu més fotos d'aquest monument · Carregueu una nova foto d'aquest monument          |
| Església de Sant Antoni de los Isidros, església parroquial de Sant Antoni Abat               | BRL    | S.XIX (1896)                                        | Requena Pl. San Antonio, 11                   | 39° 25′ 08″ N, 1° 17′ 33″ O / 39.41889°N,1.29250°O   | 46.17.213-042 | Església de Sant Antoni de los Isidros (Requena) · Vegeu més fotos d'aquest monument · Carregueu una nova foto d'aquest monument            |
| Ermita de Sant Josep de les Nogueres, església parroquial de Sant Josep                       | BRL    | S.XVIII (1716)                                      | Requena C. Poniente                           | 39° 35′ 07″ N, 1° 05′ 04″ O / 39.58514°N,1.08453°O   | 46.17.213-045 | Carregueu una nova foto d'aquest monument                                                                                                   |
| Església de Sant Antoni de los Pedrones, església parroquial de Sant Antoni de Pàdua          | BRL    | S.XVII                                              | Requena Partida de l'Ermita                   | 39° 20′ 11″ N, 1° 04′ 56″ O / 39.33639°N,1.08236°O   | 46.17.213-046 | Església de Sant Antoni de los Pedrones (Requena) · Vegeu més fotos d'aquest monument · Carregueu una nova foto d'aquest monument           |
| Església de Sant Isidre de Campo Arcís, església parroquial                                   | BRL    | S.XX (1896)                                         | Requena C. Requena, 2                         | 39° 25′ 49″ N, 1° 10′ 04″ O / 39.43028°N,1.16778°O   | 46.17.213-048 | Carregueu una nova foto d'aquest monument                                                                                                   |
| Ermita del Roser del Rebollar, església parroquial de la Mare de Déu del Roser                | BRL    | S.XVIII (1789)                                      | Requena El Rebollar                           | 39° 28′ 06″ N, 1° 00′ 43″ O / 39.46833°N,1.01181°O   | 46.17.213-049 | Ermita del Roser del Rebollar (Requena) · Vegeu més fotos d'aquest monument · Carregueu una nova foto d'aquest monument                     |
| Església de Sant Miquel del Derramador, església parroquial de Sant Miquel Arcàngel           | BRL    | S.XIX (1821)                                        | Requena Pl. Iglesia                           | 39° 29′ 41″ N, 1° 09′ 16″ O / 39.49472°N,1.15431°O   | 46.17.213-053 | Carregueu una nova foto d'aquest monument                                                                                                   |
| Església de l'Encarnació de los Duques, església parroquial de la Mare de Déu de l'Encarnació | BRL    | S.XX (1950-1960)                                    | Requena Carretera, 9                          | 39° 26′ 02″ N, 1° 12′ 15″ O / 39.43389°N,1.20417°O   | 46.17.213-056 | Església de l'Encarnació de los Duques (Requena) · Vegeu més fotos d'aquest monument · Carregueu una nova foto d'aquest monument            |
| Ermita de la Mare de Déu del Carme, Ermita del Pontón                                         | BRL    | S.XX (1942)                                         | Requena C. Real, 35                           | 39° 28′ 32″ N, 1° 07′ 14″ O / 39.47556°N,1.12056°O   | 46.17.213-067 | Ermita de la Mare de Déu del Carme (Requena) · Vegeu més fotos d'aquest monument · Carregueu una nova foto d'aquest monument                |
| Capella de Sant Julià                                                                         | BRL    |                                                     | Requena                                       | 39° 29′ 11″ N, 1° 06′ 00″ O / 39.48639°N,1.09989°O   | 46.17.213-070 | Capella de Sant Julià (Requena) · Vegeu més fotos d'aquest monument · Carregueu una nova foto d'aquest monument                             |
| Celler Casa Nueva, Mas de Bazán                                                               | BRL    | S.XX (1905)                                         | Requena Ctra. Villar de Olmos, km 2           | 39° 31′ 05″ N, 1° 05′ 15″ O / 39.51806°N,1.08750°O   | 46.17.213-072 | Celler Casa Nueva (Requena) · Vegeu més fotos d'aquest monument · Carregueu una nova foto d'aquest monument                                 |
| Nucli històric tradicional de les Penyes                                                      | BRL    | S.XIII-XIV                                          | Requena Barri de las Peñas                    | 39° 29′ 29″ N, 1° 05′ 52″ O / 39.49139°N,1.09778°O   | 46.17.213-085 | Nucli històric tradicional de les Penyes (Requena) · Vegeu més fotos d'aquest monument · Carregueu una nova foto d'aquest monument          |
| Nucli històric tradicional del Raval                                                          | BRL    | S.XVI-XVIII                                         | Requena Barri el Arrabal                      | 39° 29′ 17″ N, 1° 05′ 57″ O / 39.48806°N,1.09917°O   | 46.17.213-086 | Nucli històric tradicional del Raval (Requena) · Vegeu més fotos d'aquest monument · Carregueu una nova foto d'aquest monument              |
| Ermita de la Verge de la Caritat                                                              | BRL    | S.XVI                                               | Requena Camí del cementiri                    | 39° 28′ 58″ N, 1° 05′ 36″ O / 39.48269°N,1.09326°O   | 46.17.213-087 | Ermita de la Verge de la Caritat (Requena) · Vegeu més fotos d'aquest monument · Carregueu una nova foto d'aquest monument                  |
| Capella de Santa Apolònia                                                                     | BRL    | S.XIX-XX (1850-1900)                                | Requena Ctra. de la Vega                      | 39° 30′ 14″ N, 1° 09′ 17″ O / 39.50389°N,1.15472°O   | 46.17.213-088 | Carregueu una nova foto d'aquest monument                                                                                                   |
| Grup Escolar Ferrer i Guàrdia                                                                 | BRL    | S.XIX (1895)                                        | Requena Pl. Consistorial, 27-29               | 39° 29′ 13″ N, 1° 05′ 48″ O / 39.48681°N,1.09667°O   | 46.17.213-089 | Grup Escolar Ferrer i Guàrdia (Requena) · Vegeu més fotos d'aquest monument · Carregueu una nova foto d'aquest monument                     |
| Casa de los Tuertos                                                                           | BRL    | S.XIX - XX                                          | Requena                                       | 39° 29′ 13″ N, 1° 05′ 48″ O / 39.48681°N,1.09667°O   | 46.17.213-091 | Carregueu una nova foto d'aquest monument                                                                                                   |
| Ermita de la Verge dels Dolors                                                                | BRL    | S.XIX                                               | Requena Finca La Noria, prop de Casas del Río | 39° 18′ 07″ N, 1° 08′ 39″ O / 39.30207°N,1.14421°O   | 46.17.213-092 | Carregueu una nova foto d'aquest monument                                                                                                   |
| Cases de Sisternes                                                                            | BRL    |                                                     | Requena                                       | 39° 26′ 45″ N, 1° 14′ 28″ O / 39.44583°N,1.24111°O   | 46.17.213-093 | Carregueu una nova foto d'aquest monument                                                                                                   |
| Los Sardineros                                                                                | BRL    |                                                     | Requena                                       | 39° 22′ 30″ N, 1° 14′ 54″ O / 39.37500°N,1.24833°O   | 46.17.213-094 | Carregueu una nova foto d'aquest monument                                                                                                   |
| Cases del Churro                                                                              | BRL    |                                                     | Requena                                       | 39° 24′ 18″ N, 1° 07′ 34″ O / 39.40500°N,1.12611°O   | 46.17.213-095 | Carregueu una nova foto d'aquest monument                                                                                                   |

## Sinarques
| Monument                          | Prot.? | Estil/època | Localització        | Coordenades                                          | Codi?         | Imatge |
| --------------------------------- | ------ | ----------- | ------------------- | ---------------------------------------------------- | ------------- | --- |
| Ermita de Sant Marc               | BRL    |             | Sinarques           | 39° 45′ 50″ N, 1° 13′ 12″ O / 39.76381°N,1.22010°O   | 46.17.232-004 | Ermita de Sant Marc (Sinarques) · Vegeu més fotos d'aquest monument · Carregueu una nova foto d'aquest monument               |
| Ermita de Sant Roc                | BRL    |             | Sinarques           | 39° 44′ 13″ N, 1° 13′ 38″ O / 39.736862°N,1.227268°O | 46.17.232-003 | Ermita de Sant Roc (Sinarques) · Vegeu més fotos d'aquest monument · Carregueu una nova foto d'aquest monument                |
| Església de Santa Úrsula          | BRL    |             | Sinarques           |                                                      | 46.17.232-002 | Carregueu una nova foto d'aquest monument                                                                                     |
| Església parroquial de Sant Jaume | BRL    | S.XVII      | Sinarques Pl. Mayor | 39° 44′ 04″ N, 1° 13′ 51″ O / 39.73453°N,1.23092°O   | 46.17.232-001 | Església parroquial de Sant Jaume (Sinarques) · Vegeu més fotos d'aquest monument · Carregueu una nova foto d'aquest monument |

## Utiel
| Monument                                                                           | Prot.? | Estil/època    | Localització                                    | Coordenades                                          | Codi?         | Imatge |
| ---------------------------------------------------------------------------------- | ------ | -------------- | ----------------------------------------------- | ---------------------------------------------------- | ------------- | --- |
| Església de Nostra Senyora de l'Assumpció (Utiel)                                  | BIC    | Gòtic          | Utiel Pl. Santa Maria                           | 39° 34′ 03″ N, 1° 12′ 17″ O / 39.567568°N,1.204739°O | RI-51-0009587 | Església de Nostra Senyora de l'Assumpció (Utiel) · Vegeu més fotos d'aquest monument · Carregueu una nova foto d'aquest monument |
| Castell i muralla d'Utiel                                                          | BIC    |                | Utiel                                           | 39° 34′ 00″ N, 1° 12′ 22″ O / 39.56665°N,1.206194°O  | 46.17.249-005 | Castell i muralla (Utiel) · Vegeu més fotos d'aquest monument · Carregueu una nova foto d'aquest monument                         |
| Escut de Galve                                                                     | BIC    |                | Utiel C. Amargosas, 10                          | 39° 34′ 03″ N, 1° 12′ 22″ O / 39.567444°N,1.206181°O | 46.17.249-018 | Carregueu una nova foto d'aquest monument                                                                                         |
| Escut dels Aller                                                                   | BIC    |                | Utiel C. Puerta Nueva, 9                        |                                                      | 46.17.249-019 | Escut dels Aller (Utiel) · Modifica el valor a Wikidata · Carregueu una nova foto d'aquest monument                               |
| Escut d'Iranzo                                                                     | BIC    |                | Utiel C. Santa María, 14                        |                                                      | 46.17.249-020 | Carregueu una nova foto d'aquest monument                                                                                         |
| Escut d'Iranzo i Peralta                                                           | BIC    |                | Utiel C. Real, 5                                |                                                      | 46.17.249-021 | Carregueu una nova foto d'aquest monument                                                                                         |
| Escut de l'Orde de la Mercé                                                        | BIC    |                | Utiel C. Camino, 5                              | 39° 33′ 57″ N, 1° 12′ 16″ O / 39.56578°N,1.2045°O    | 46.17.249-022 | Carregueu una nova foto d'aquest monument                                                                                         |
| Escut de la ciutat                                                                 | BIC    |                | Utiel Pl. Ayuntamiento, 1                       |                                                      | 46.17.249-023 | Escut de la ciutat (Utiel) · Modifica el valor a Wikidata · Carregueu una nova foto d'aquest monument                             |
| Ermita de la Mare de Déu del Remei d'Utiel                                         | BRL    | S.XVI; S.XVIII | Utiel Serra del Negrete, a 8 km al nord d'Utiel | 39° 37′ 41″ N, 1° 08′ 16″ O / 39.628159°N,1.137739°O | 46.17.249-002 | Ermita de la Mare de Déu del Remei (Utiel) · Vegeu més fotos d'aquest monument · Carregueu una nova foto d'aquest monument        |
| Església parroquial de Sant Josep                                                  | BRL    |                | Utiel Las Casas                                 | 39° 35′ 21″ N, 1° 16′ 46″ O / 39.58922°N,1.27958°O   | 46.17.249-003 | Carregueu una nova foto d'aquest monument                                                                                         |
| Església parroquial de Sant Pere                                                   | BRL    |                | Utiel Los Corrales                              | 39° 35′ 43″ N, 1° 16′ 14″ O / 39.595188°N,1.270611°O | 46.17.249-004 | Església parroquial de Sant Pere (Utiel) · Vegeu més fotos d'aquest monument · Carregueu una nova foto d'aquest monument          |
| Col·legi i convent de Santa Anna, antic convent de la Mercé                        | BRL    |                | Utiel C. Camino, 5                              | 39° 33′ 56″ N, 1° 12′ 16″ O / 39.56556°N,1.20431°O   | 46.17.249-007 | Col·legi i convent de Santa Anna (Utiel) · Carregueu una nova foto d'aquest monument                                              |
| Convent i Col·legi dels Franciscans, antigues Escoles Pies, actual Centre de Salud | BRL    |                | Utiel Pl. de las Escuelas Pías                  | 39° 34′ 07″ N, 1° 12′ 30″ O / 39.56861°N,1.20833°O   | 46.17.249-008 | Convent i Col·legi dels Franciscans (Utiel) · Vegeu més fotos d'aquest monument · Carregueu una nova foto d'aquest monument       |
| Església parroquial de la Mare de Déu de Loreto                                    | BRL    |                | Utiel Las Cuevas                                | 39° 37′ 14″ N, 1° 16′ 48″ O / 39.62053°N,1.28000°O   | 46.17.249-014 | Carregueu una nova foto d'aquest monument                                                                                         |
| Església de la Torre d'Utiel                                                       | BRL    |                | Utiel La Torre                                  | 39° 40′ 12″ N, 1° 15′ 57″ O / 39.67006°N,1.26590°O   | 46.17.249-016 | Carregueu una nova foto d'aquest monument                                                                                         |
| Nucli històric tradicional                                                         | BRL    |                | Utiel                                           | 39° 34′ 02″ N, 1° 12′ 19″ O / 39.56722°N,1.20528°O   | 46.17.249-017 | Carregueu una nova foto d'aquest monument                                                                                         |

## Venta del Moro
| Monument                                        | Prot.? | Estil/època | Localització                   | Coordenades                                          | Codi?         | Imatge |
| ----------------------------------------------- | ------ | ----------- | ------------------------------ | ---------------------------------------------------- | ------------- | --- |
| Església parroquial de la Mare de Déu del Carme | BRL    |             | Venta del Moro Las Monjas      | 39° 27′ 55″ N, 1° 18′ 01″ O / 39.465139°N,1.300278°O | 46.17.254-002 | Església parroquial de la Mare de Déu del Carme (Venta del Moro) · Vegeu més fotos d'aquest monument · Carregueu una nova foto d'aquest monument |
| Església parroquial de Sant Antoni Abat         | BRL    |             | Venta del Moro Casas de Moya   | 39° 27′ 37″ N, 1° 23′ 30″ O / 39.46028°N,1.39167°O   | 46.17.254-003 | Església parroquial de Sant Antoni Abat (Venta del Moro) · Vegeu més fotos d'aquest monument · Carregueu una nova foto d'aquest monument         |
| Església parroquial de Sant Antoni Abat         | BRL    |             | Venta del Moro Casas de Pradas | 39° 26′ 53″ N, 1° 20′ 25″ O / 39.44792°N,1.34028°O   | 46.17.254-004 | Església parroquial de Sant Antoni Abat (Venta del Moro) · Vegeu més fotos d'aquest monument · Carregueu una nova foto d'aquest monument         |

## Villargordo del Cabriol
| Monument                                              | Prot.? | Estil/època | Localització                               | Coordenades                                          | Codi?         | Imatge |
| ----------------------------------------------------- | ------ | ----------- | ------------------------------------------ | ---------------------------------------------------- | ------------- | --- |
| Torre de telegrafia òptica de Villargordo del Cabriol | BIC    |             | Villargordo del Cabriol Serra del Romeroso | 39° 31′ 23″ N, 1° 27′ 59″ O / 39.522948°N,1.466372°O | 46.17.259-002 | Torre de telegrafia òptica de Villargordo del Cabriol · Vegeu més fotos d'aquest monument · Carregueu una nova foto d'aquest monument     |
| Església parroquial de Sant Roc                       | BRL    |             | Villargordo del Cabriol Pl. Caídos         | 39° 32′ 14″ N, 1° 26′ 30″ O / 39.53713°N,1.44160°O   | 46.17.259-001 | Església parroquial de Sant Roc (Villargordo del Cabriol) · Vegeu més fotos d'aquest monument · Carregueu una nova foto d'aquest monument |

## Xera
| Monument                                          | Prot.? | Estil/època           | Localització                        | Coordenades                                        | Codi?         | Imatge |
| ------------------------------------------------- | ------ | --------------------- | ----------------------------------- | -------------------------------------------------- | ------------- | --- |
| Castell                                           | BIC    | Arquitectura medieval | Xera Sobre un turó a l'oest de Xera | 39° 35′ 24″ N, 0° 59′ 23″ O / 39.59°N,0.989722°O   | RI-51-0010637 | Castell de Xera · Vegeu més fotos d'aquest monument · Carregueu una nova foto d'aquest monument                                     |
| Església parroquial de la Mare de Déu dels Àngels | BRL    |                       | Xera                                | 39° 35′ 31″ N, 0° 58′ 29″ O / 39.59186°N,0.97461°O | 46.17.108-002 | Església parroquial de la Mare de Déu dels Àngels (Xera) · Modifica el valor a Wikidata · Carregueu una nova foto d'aquest monument |

Nota: l'assignació del codis corresponents a les esglésies sota la mateixa advocació de Requena (Sant Antoni de Pàdua, Sant Isidre i Sant Josep) i Venta del Moro (Sant Antoni Abat) és temptativa per ordre alfabètic a falta d'informació més precisa. Vegeu la llista de parròquies de l'arxidiòcesi 21 del bisbat de València.